# Eichendorff-Siedlung (Ostbevern)

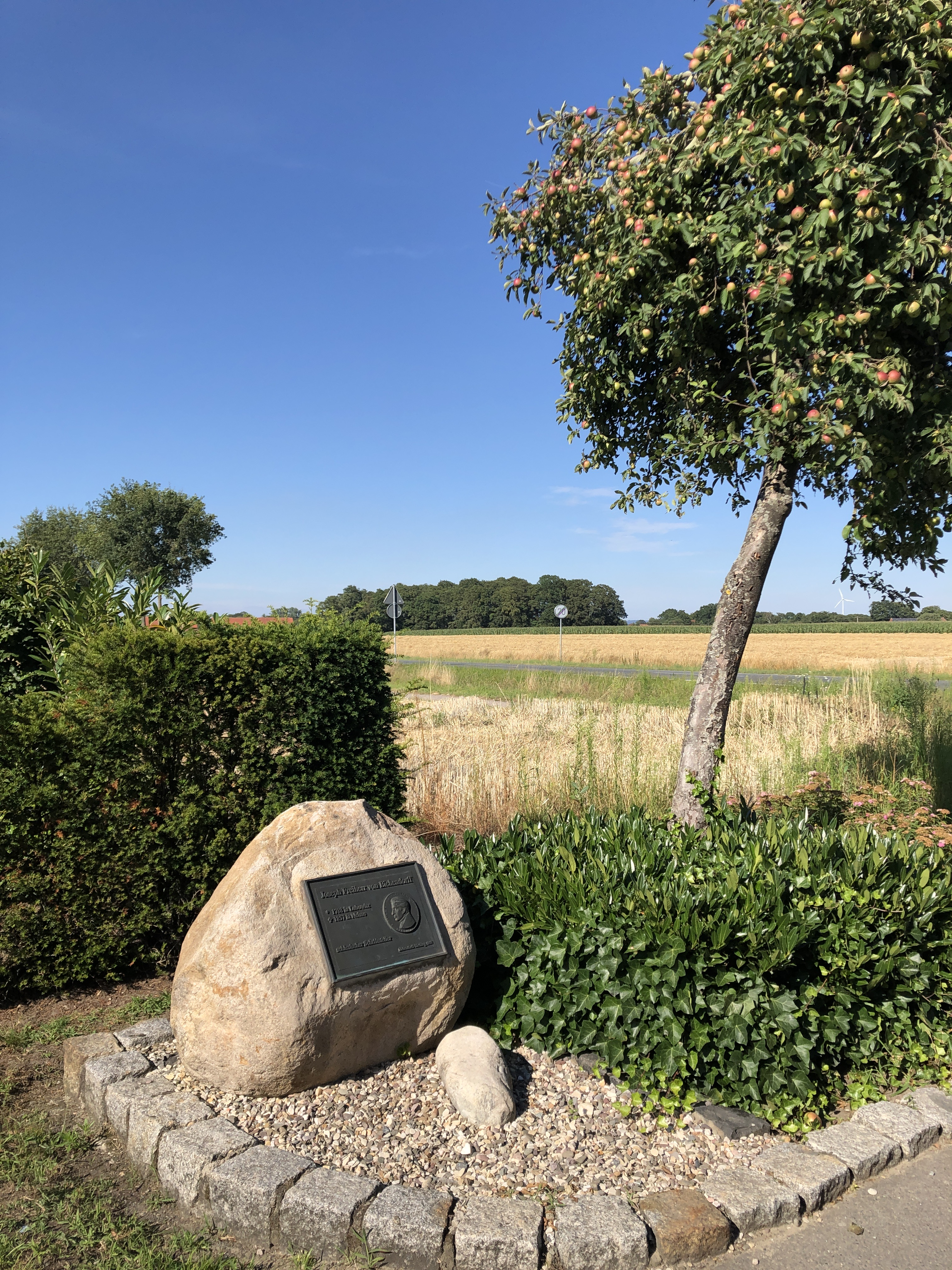
Eichendorff-Gedenkstein in der Eichendorff-Siedlung in Ostbevern

Die Eichendorff-Siedlung ist eine Siedlung in der Dorfbauerschaft von Ostbevern, die ursprünglich mit sieben Nebenerwerbsbetrieben angelegt wurde und nach Joseph von Eichendorff benannt wurde.

## Lage
Die Siedlung befindet sich ca. 2,5 km nördlich von Ostbevern am Lengericher Damm.

## Geschichte

### Entstehung des Barackenlagers
Am  15. Februar 1933 beauftragt die „Aa-Regulierungsgenossenschaft“ den Stahlhelm, Bund der Frontsoldaten mit der Begradigung des Flusses Aa. Diese errichteten unweit der jetzigen Siedlung ein Barackenlager.(52° 3′ 10,9″ N, 7° 50′ 43,6″ O) Nachfolgend in der Zeit des Nationalsozialismus wurde dieses Lager vom Reichsarbeitsdienst genutzt, und später im  Zweiten Weltkrieg wurden im Lager Kriegsgefangene, Zwangsarbeiter und Flakhelfer untergebracht. Nach Kriegsende war das Lager gefüllt mit Vertriebenen und Zonenflüchtlingen. Hinzu kam, das Ostbevern 975 weitere Vertriebene und Flüchtlinge aufzunehmen musste.

### Entstehung der Flüchtlingssiedlung
Nach der Gründung der Bundesrepublik Deutschland am 23. Mai 1949 gab es daher auch sofort ein Bundesministerium für Vertriebene, Flüchtlinge und Kriegsgeschädigte. Bereits davor konnten vertriebene Bauern einen Siedlereignungsschein beantragen, womit der Weg frei war, eine Voll- oder Nebenerwerbsstelle zu erwerben. Graf Droste zu Vischering, der größte Grundstückseigentümer Ostbeverns verkaufte zu diesem Zweck, dem Siedlungsträger, der Gemeinnützige Siedlungsgesellschaft Rote Erde GmbH, die schon in den 20er Jahren die Moorsiedlung finanziert hatte, eine entsprechende Fläche. Dennoch wurde in Ostbevern kein Bauland ausgewiesen, weil die alteingesessenen Landwirte des Ortes keine zugezogenen Siedler in der Nachbarschaft dulden wollten. 1956 besprach der Siedlerobmann Heinrich Teuber aus Altenwalde diesen Missstand mit dem gerade neu gewählten Bürgermeister von Ostbevern, Heinrich Kock, der ebenfalls Landwirt war. Dieser war nun bereit, sein eigenes Grundstück am Lengericher Damm, unweit des Barackenlagers, im Flurtausch, für Siedlungszwecke zur Verfügung zu stellen. So kam es im Oktober 1956 zu einer Siedlerversammlung in der Gaststätte Holtmann-Kramer und die Fläche für bauwillige Inhaber eines Siedlungsscheines wurde ausgewiesen. Im Amt Ostbevern gab es 35 Bewerber (19 aus Ostbevern, 15 aus Milte und einen aus Einen), die von der Siedlungsgesellschaft aufgeteilt wurden mussten. So wurden zunächst sieben Nebenerwerbsstellen mit 14500 m² bzw. 1,45 ha geschaffen. Jede dieser Nebenerwerbsstellen musste 1957 mit 46040 DM bezahlt werden, 640 DM konnten durch Selbsthilfe ausgeglichen, 3400 DM kamen aus den Aufbaudarlehen: Das Restdarlehen betrug somit 41400 DM, das mit 5 % über die Laufzeit verzinst wurde. 1957 wurden weitere 7 Siedlungsstellen erbaut; drei Grundstücke wurden mit 2250 m² bzw. 0,225 ha, was rund 1 Morgen entsprach und vier Grundstücke mit 1800 m² bzw. 0,18 ha ausgewiesen. Die errichteten Häuser waren immer gleichen Typs: NE 55/2 benannt und hatten zwei Wohnungen. Die Einliegerwohnung musste Bombengeschädigte, Flüchtlingen oder Vertriebenen bereitgestellt werden. Durch das Lastenausgleichsgesetz hatten einige davon Anspruch auf einen landwirtschaftlich nutzbaren Betrieb. Die Siedlung wurde Vorschlag der Vertriebenen in Eichendorff-Siedlung umbenannt. Neben der Landwirtschaft konnte auch Kleinvieh gehalten werden. 1967 wurde die Siedlung an das öffentliche Wassernetz und 1987 an die Kanalisation der Gemeinde angeschlossen. 1996 wurde ein Radweg zum Ortskern angelegt. 1997, zum 40-jährigen Jubiläum der 7 Nebenerwerbsstellen in der Eichendorff-Siedlung wurde ein Gedenkstein mit Bronzetafel für den namensgebenden schlesischen Dichter Eichendorff aufgestellt.
Heute wird in der Siedlung kaum Landwirtschaft mehr betrieben. Die Siedlung ist für junge Familien und alle Generationen lebenswert. Damit das auch so bleibt, wurde der Verein: „Initiative Eichendorffsiedlung“ gegründet, der schon eine gemeinsame Hütte errichtet hat. Mitfinanziert wurde dies durch die Förderung 8Plus-Vital.NRW im Kreis Warendorf. Diese Mehrgenerationenhütte soll die Verbundenheit der Einwohner mit dem Ort und mit ihrem eigenen Schicksal zum Ausdruck bringen.